# 묘법연화경 (보물 제961-2호)
묘법연화경 권4~7(妙法蓮華經 卷四~七)은 불교의 대표적인 대승경전으로 조선 태종 5년(1405)에 전라도 도솔산 안심사(安心社)에서 성달생(成達生, 1376~1444년)과 성개(成槪, ?~1440) 형제가 필사한 것을 새긴 목판본 전 7권 가운데 권4~7의 1책이다. 2013년 9월 4일 대한민국의 보물 제961-2호로 지정되었다.
발문에 의하면 태종 5년(1405) 3월, 권근(權近, 1352~1409년)이 종래의 묘법연화경의 글자가 작아 독송이 어려운 까닭에 중간 크기의 글자로 필사, 간행하여 노인에 이르기까지 모두 편리하게 볼 수 있게 하고자 한 것이다. 때마침 부친의 상중에 있던 전대호군(前大護軍) 성달생이 이를 듣고 아우 성개와 함께 선친의 명복을 빌기 위해 글씨를 쓰고 도인 신문(信文)이 전라도 운제현 도솔산에 있는 안심사로 가져가 판각하였다.
판각은 대화주 선사(大化主 禪師) 명회(明會) 등의 주도하에 총지종 대선(摠持宗 大選) 자옥(慈玉), 우산군부인 김씨(兎山郡夫人 金氏) 등이 발원·시주하여 이루어졌다.
이 판본은 당대 명필인 성달생, 성개의 독특한 서체를 기본으로 판각도 정교한 편이다. 또한 간행 사실을 밝히는 권근(權近, 1352~1409년)의 발문을 갖추고 있어 조선 초기의 불경간행 방식을 알 수 있는 등 서지학과 불경 연구에 중요한 자료로 평가된다.

## 참고 자료
- 묘법연화경 - 국가유산청 국가유산포털